# Woke Up This Morning
«Woke Up This Morning» — пісня гурту Alabama 3 (у США відомий як А3) з альбому Exile on Coldharbour Lane (1997). Скорочена версія пісні «Chosen One Mix» відкриває кожен епізод з HBO кримінальної драми «Клан Сопрано», це і принесло композиції найбільшу популярність.
Фронтман гурту А3 Роб Спрегг (Larry love) написав пісню після того як почув історію в якій жінка застрелила свого чоловік після 20 років знущань над нею.

## Чарти
| Чарт (1997)                               | Найвища позиція |
| ----------------------------------------- | --------------- |
| Шотландія (Official Charts Company)       | 79              |
| Велика Британія (Official Charts Company) | 78              |

| Чарт (2000)                               | Найвища позиція |
| ----------------------------------------- | --------------- |
| Ірландія (IRMA)                           | 41              |
| Шотландія (Official Charts Company)       | 60              |
| Велика Британія (Official Charts Company) | 79              |